# 泰倫扎 (阿肯色州)
泰倫扎（英語：Tyronza）是一個位於美國阿肯色州波因塞特縣的城市。

## 地理
泰倫扎的座標為35°29′00″N 90°21′00″W / 35.48333°N 90.35000°W，而該地的平均海拔高度為69米（即226英尺）。

## 人口
根據2020年美國人口普查的數據，泰倫扎的面積為4.03平方千米，皆為陸地。當地共有人口716人，而人口密度為每平方千米177人。